# Christopher Haigh
Christopher Haigh es un historiador británico, especializado en la Reforma anglicana. Hasta su retiro en 2009, fue estudiante y tutor de Historia Moderna en el college Christ Church de Oxford y Lector Universitario de la Universidad de Oxford.
Se formó en el Churchill College de Cambridge y en la Universidad de Mánchester.
En sus escritos sobre la Reforma anglicana sostiene que esta no fue una continuación y extensión de formas teológicas asumidas ya antes de la Reforma protestante por el pueblo inglés, sino más bien un movimiento llevado a cabo desde las autoridades políticas, especialmente Thomas Cromwell, y que lentamente se fue imponiendo a las masas populares.

## Obras
- Reformation and Resistance in Tudor Lancashire, Cambridge 1975.
- The Recent Historiography of the English Reformation, en The Historical Journal 25 (1982) 995-1007.
- A cargo de The English Reformation Revised, Cambridge 1987.
- English Reformations: Religion, Politics and Society under the Tudors, Oxford 1993.
- Politics in an Age of Peace and War, 1570-1630, en The Oxford Illustrated History of Tudor and Stuart Britain, Oxford 1996, pp. 330-360.
- Elizabeth I, London 1998.
- Success and Failure in the English Reformation, en Past & Present 173 (2001) 28-49.
- The Troubles of Thomas Pestell: Parish Squabbles and Ecclesiastical Politics in Caroline England, en Journal of British Studies 41 (2002) 403-428.
- The Reformation in England to 1603, in The Blackwell Companion to the Reformation, Oxford, 2003.
- Clergy JPs in England and Wales, 1590-1640, en The Historical Journal 47 (2004) 233-259.
- The Character of an Antipuritan, en Sixteenth Century Journal 35 (2004) 671-688.
- A. G. Dickens and the English Reformation, en Historical Research 77 (2004) 24-38.
- The Plain Man's Pathway to Heaven: Kinds of Christianity in Post-Reformation England, 1570-1640, Oxford 2007.